# 2005 EM303
2005 EM303, também escrito como 2005 EM303, é um objeto transnetuniano que está localizado no Cinturão de Kuiper, uma região do Sistema Solar. Este corpo celeste é classificado como um cubewano. Ele possui uma magnitude absoluta de 7,5 e tem um diâmetro estimado com 139 km.

## Descoberta
2005 EM303 foi descoberto no dia 11 de março de 2005 pelo astrônomo Marc W. Buie.

## Órbita
A órbita de 2005 EM303 tem uma excentricidade de 0,025 e possui um semieixo maior de 43,812 UA. O seu periélio leva o mesmo a uma distância de 42,714 UA em relação ao Sol e seu afélio a 44,910 UA.